# Krasnojarsk (meteoryt)
Krasnojarsk – meteoryt żelazno-kamienny należący do pallasytów znaleziony w okolicach Krasnojarska w Rosji w 1749 roku przez miejscowego kowala. Meteoryt ważył 700 kg. W 1772 roku niemiecki badacz Peter Simon Pallas opisał napotkany okaz, który zapoczątkował istnienie nowej grupy meteorytów żelazno-kamiennych zwanych od nazwiska badacza pallasytami. Największy fragment meteorytu Krasnojarsk waży obecnie 515 kg i znajduje się w Moskwie.